# Djékanou
Djékanou è una città, sottoprefettura e comune della Costa d'Avorio, situata nella regione di Bélier. È capoluogo dell'omonimo dipartimento e conta una popolazione di 20 090 abitanti (censimento 2014).